# Arges
D'acord amb la mitologia grega, Arges (en grec antic: Ἄργης) o Acmònides segons Ovidi, va ser un dels tres ciclops fills d'Urà i Gea, juntament amb Brontes i Estèropes. Virgili li dona el nom de Pyracmon, Representa la personificació del llamp, ja que el seu nom significa 'resplendent'.
Després del seu naixement, es diu que Urà va tancar Arges i els seus germans ciclops al Tàrtar ja que els tenia por, juntament amb els Hecatonquirs. Durant la guerra entre els titans i els déus, Zeus va alliberar els tres germans, Arges, Brontes i Estèropes, que, agraïts, li van donar el llamp i el tro. Segons Apol·lodor, Arges i els seus companys ciclops també van fabricar el casc de la invisibilitat per a Hades, i el trident per a Posidó. Aquestes armes van tenir un paper clau en la caiguda dels Titans.
Al Catàleg de les dones d'Hesíode, es diu que els tres Cíclops van ser assassinats per Apol·lo en represàlia per la mort del seu fill Asclepi a qui Zeus havia fulminat amb un llamp. Tanmateix, això contradiu la Teogonia d'Hesíode, que diu que els ciclops són immortals. El mitògraf Ferecides d'Atenes intenta un aclariment, i diu que Apol·lo va matar els fills dels ciclops, en lloc dels propis ciclops. Una altra font suggereix que Zeus va matar els ciclops per evitar que elaboressin llamps per a algú altre que no fos ell mateix.